# René Deleris
Pas d'image ? Cliquez ici

a Compétitions nationales et continentales officielles uniquement.

René Deleris, né le 24 mars 1926 à Carmaux et mort le 27 décembre 2022 à Toulouse, est un joueur français de rugby à XV, membre de l'équipe de l’US Carmaux, victorieuse du championnat de France 1951. Il a évolué au poste de trois-quarts centre. 
Après le certificat d'études, il fut tenté d'abandonner l'école. Son père, mineur, l'emmena à 400 mètres sous terre, dans une galerie. Visite qui le persuada de persévérer. Il devint instituteur,.
Son fils, Christian, fut trois-quarts centre au PUC et au Stadoceste tarbais. Christian Deleris a ensuite été l'entraineur de l'US Colomiers, du Castres olympique, du Balma ORC et de l'Avenir castanéen[réf. nécessaire].
René Deleris meurt le 27 décembre 2022 à l'âge de 96 ans,.

## Palmarès
Avec l'US Carmaux
- Championnat de France de première division :
  - Champion (1) : 1951
- Challenge de l'Espérance :
  - Vainqueur (1) : 1955